# Венг (Баварія)
Венг (нім. Weng) — громада в Німеччині, знаходиться в землі Баварія. Підпорядковується адміністративному округу Нижня Баварія. Входить до складу району Ландсгут. Складова частина об'єднання громад Верт.
Площа — 15,62 км2. Населення становить 1458 ос. (станом на 31 грудня 2020).